# Pluralizam (politička teorija)
Pluralizam je stav da su politika i donošenje odluka uglavnom smeštene u okviru rada vlade, ali i nevladine organizacije koriste resurse da izvrše uticaj. Centralno pitanje klasičnog pluralizma je kako da se moć i uticaj distribuiraju u politički proces. Individualne grupe pokušavaju da povećaju svoj interes. Linije sukoba su višestruke i prebacivanje moći je kontinuirani proces između takmičarskih grupa. One su možda nejednake, ali imaju tendenciju da se distribuiraju i poravnaju od strane različitih oblika i distribucija resursa, tokom cele populacije. Svaka promena prema ovom stavu biće spora i postepena, dok će grupe imati druge interese i možda se ponašati kao veto grupe da unište zakonodavstvo.
Postojanje raznovrsnosti i takmičarskih interesa su osnova ravnoteže demokratije ali presudni za dobijanje individualnih ciljeva. Poliarhija-situacija na konkursu za izbornu podršku u značajnom delu odraslog stanovništva-osigurava konkurenciju grupnih interesa i relativnu jednakost. Pluralistima je potrebno naglasiti građanska prava, kao što su sloboda izražavanja i organizacija, kao i izbornog sistema sa najmanje dve partije. Sa druge strane, pošto učesnici u ovom procesu predstavljaju mali deo stanovništva, javnost deluje kao posmatrač. Ovo nije nužno nepoželjno iz dva razloga: 
- Može biti predstavnik sadržaja političkih dešavanja, ili
- Politički problem zahtevaju neprekidnu i stručnu pažnju koju prosečni građanin ne može imati.

Važna pluralistička teorija uključuje Roberta A. Dala (koji je napisao plodonosni višestranački rad, “Ko upravlja”), Dejvid Truman i Simor Martin Lipset.
Pluralistički koncept moći, lista je virtuelno beskrajna: legalna uprava, novac, prestižnost, veštine, znanje, harizma, zakonitost, slobodno vreme i iskustvo. Pluralisti koji takođe insistiraju na razlikama između potencijalne i stvarne moći kako stoje. Prava moć jeste sposobnost da primoramo nekog da uradi nešto i gleda se na moć kao prouzrokovanost. Dahl opisuje moć kao realističnu vezu, takvu da je u mogućnosti A da kontroliše odgovore B.(Predgovor za demokratsku teoriju). Potencijalna moć se odnosi na mogućnost pretvaranja resursa u stvarnu moć. Novac/gotovina, jedan od mnogih resursa je samo gomila novca dok se ne stavi u rad/opticaj. Malkom X, na primer, sigurno nije bio bogat. Ali koristeći resurse kao što su snažna ličnost i veštine organizovanja, on je ostavio veći uticaj na Američku politiku nego bogatiji ljudi. Poseban resurs kao što je novac ne može automatski da bude jednak moći zato što se resurs može koristiti vešto ili nevešto, u potpunosti ili delimično, ili da se ne koristi uopšte. Pluralisti koji pristupaju ovoj studiji moći, konstatuju da ništa kategorično o moći ne može pretpostaviti u bilo kojoj zajednici. Pitanje je ne ko vodi zajednicu, već da li bilo koja grupa u stvari vodi zajednicu. Da bi se to odredilo, pluralisti uče specifične ishode. Razlog za ovo jeste da veruju da se ljudsko ponašanje regulirano delimično interijom.
Tako rečeno, pravo učešće u otvorenoj aktivnosti je više validno obeležje vođstva nego reputacije. Pluralisti takođe veruju da ne postoji nijedan poseban problem ili tačno vreme kada se jedna grupa mora dokazivati, da bi ostala istinita svojim vrednostima, već da postoji mnoštvo problema i ukazatelja gde je ovo moguće. Takođe postoji trošak uključenosti u preuzimanju akcije uopšte-ne samo gubljenje veći i trošak vremena i napora. Dok se strukturalisti raspravljaju da je moć distribucija možda stalna priroda, ovo racionalno mišljenje kaže da se moć možda čak i vezati za probleme, koji široko variraju u trajanju. Takođe, u mestu fokusiranja na učesnike u sistemu, naglasak je na ulogama u vođenju. Učenjem ovih, može biti određeno do koje granice je moć struktura koja postoji u društvu. Tri od ovih glavnih načela pluralističke škole su 1) resursi i samim tim potencijalna moć koja je na široko rasprostranjena kroz društvo, 2) Bar neki resursi koji su dostupni skoro svima, 3) u svako doba se količina potencijalne moći prevazilazi količinu prave moći. Konačno, i možda čak i najbitnije niko nije najmoćniji dok to nije dokazano kroz empirijsku opservaciju.

## Elitni pluralizam
Elitni pluralisti se slažu sa klasičnim pluralistima da je „većina” moć; kako god, ova većina nije „čista’’jer neki ljudi i grupe imaju više moći od drugih. Na primer, neki ljudi imaju više novca od drugih, pa mogu da plate da nametnu svoje mišljenje bolje nego što može radnička klasa. Ova nejednakost je zato što društvo ima „elite’’; ljude koji imaju više moći, možda preko novca, nasleđa ili društvene tradicije od drugih.
Tehnički, ono govori o tome da elita ima veliku ulogu u donošenju odluka. Ideja iza ovoga jeste: u demokratiji ljudi učestvuju u izbornu elitu koja će da ih predstavlja i na kraju one koji će da prave zakone.kako su Davita i Derik rekli politička elita nije monoholitička, ujedinjena grupa interesa koja predstavlja njihovu usku grupu interesa već su takmičarska elita koja predstavlja širok skup interesa. Oni moraju da se takmiče da bi stekli glasače i da bi postojala moć između svih potencijalnih glasača. Šta više stabilnost sistema je dostignuta kroz ova takmičenja između elite koja mora da pregovara da bi prošli. I ponekad moraju da menjaju njihovu poziciju i način gledanja da bi postigli normalnu tačku. Elita poštuje i prati procedure zato što je odgovorna i mogu biti zamenjene kroz legalne procedure novih izbora.

## Neopluralizam
Dok se neopluralizam kao politička teorija najviše razvijao tokom 50-tih i 60-tih godina u Americi, neki naučnici su se složili da je teorija bila previše pojednostavljena – vodeći neopluralističkoj formulaciji. Pogledi su se razlikovali oko podele moći u demokratskom društvu. Iako neopluralizam vidi više grupa za pritisak koje se takmiče u političkom uticaju, politički program je pristrasan prema korporativnoj moći. Neopluralizam ne vidi više državu kao sudskog posrednika između zahteva različitih interesnih grupa, ali kao relativnog autonomnog aktera koji forsira i brine o sopstvenim interesima. Ustavna pravila, koja su u pluralizmu ugrađena u podržanu političku kulturu, mogla bi biti i sistem radikalno nejednakih ekonomskih izvora. Ova raznovrsna kultura postoji zbog neravnomerne distribucije i ekonomske moći. Ovo stvara mogućnosti za mnoge grupe – ograničavajući druge – u njihovim političkim opcijama. U međunarodnoj oblasti moći, red je iskrivljen od strane multinacionalnih interesa i vodećih država, dok u klasičnom pluralizmu naglasak je na stabilnosti okvirnih pluralističkih pravila i slobodnog tržišta. Dve značajne kritičke teorije pluralizma; korporativizam i neomarksizam.

## Čarls E. Lindblom
Čarls E. Lindblom, koji je viđen kako postavlja jak neo-pluralistički argument, doprineo je prvenstvo prema takmičenju između interesnih grupa u procesu politike, ali je prepoznao nesrazmeran poslovni uticaj koji imaju u politici procesa.

## Korporativizam
Klasični pluralizam je kritikovan pošto nije mogao da se primeni u vestministerskom stilu demokratije ili evropskom kontekst. Ovo je dovelo do razvoja korporativne teorije. Korporativna teorija je ideja da par izabranih interesnih grupa su u stvari (obično formalno) umešani u politiku formulacije procesa, do isključenja ostalih interesnih grupa. Na primer sindikati i glavna poslovna udruženja su često konsultovane o pojedinim politikama. Ove politike su često trojne relacije između radnika, radnika i države, sa koordinirajućom ulogom za državu. Država je sastavila radni plan u kome se razgovara o politici i ekonomiji sa ovim organizovanim i centralizovanim grupama. U ovom pogledu, parlament i političari gube uticaj u procesu formiranja.

## Pluralizam u stranoj politici
Sa političkog aspekta, pluralizam ima ogroman efekat u procesu i donošenju odluka koje normiraju politiku. U internacionalnoj bezbednosti tokom procesa stvaranja različite grupe imaju šansu da učestvuju u donošenju odluka. Oni koji imaju vise moći imaju veće šanse da dobiju šta žele. Prema Frančesu donošenje odluka izgleda kao lavirint moći i uticaja.

## Literatura
- Ankerl Guy(2000) Coexisting Contemporary Civilizations. Geneva: INUPress.
- Socialstudieshelp.com, Pluralism. Accessed 13 February 2007.
- Elmer Eric Schattschneider (1960). The Semi-Sovereign People. New York: Holt, Rinehart and Winston..
- Gad Barzilai (2003). Communities and Law: Politics and Cultures of Legal Identities. Ann Arbor: University of Michigan Press.
- Polsby, Nelson W. (1960) How to Study Community Power: The Pluralist Alternative. The Journal of Politics, (22)3, 474-484
- William E. Connolly: The Ethos of Pluralization. University of Minnesota Press, 1995.
- C. Alden (2011). Foreign policy analysis. London: University of London.
- M. Frances Klein (1991). The Politics of Curriculum Decision-Making: Issues in Centralizing the Curriculum. New York: SUNY Press.